# Torcy-le-Grand (Seine-Maritime)
Torcy-le-Grand település Franciaországban, Seine-Maritime megyében. Lakosainak száma 793 fő (2022. január 1.). Torcy-le-Grand Les Grandes-Ventes, Muchedent, Sainte-Foy, Saint-Honoré és Torcy-le-Petit községekkel határos.

## Népesség
A település népessége az elmúlt években az alábbi módon változott:
| Lakosok száma | 736  | 745  | 786  | 773  | 784  | 796  | 792  | 791  | 793  |
|               | 2013 | 2015 | 2016 | 2017 | 2018 | 2019 | 2020 | 2021 | 2022 |